# 高野愛姫
髙野 愛姫（たかの あいひ、2004年9月14日 - ）は、東京都北区出身の日本の女子プロゴルファー。Jトラスト銀行インドネシア所属。金愛淑（キム・エイスク）に師事している。

## 経歴
両親の勧め、特に石川遼の活躍を見た母の影響で5歳からゴルフを始める。中学2年生だった2018年にジュニアトーナメントを経て、「大東建託・いい部屋ネットレディス」でプロツアー初出場を果たす。
その後、ゴルフの強豪校である埼玉栄高等学校に進学。2年先輩には岩井明愛・千怜姉妹がいた。2021年の「全国高等学校ゴルフ選手権」では個人3位で団体戦優勝に貢献するなどの活躍を見せる。しかし、3年時に受けたプロテストは不合格。
卒業後は日本大学に進学すると、1年時に「関東女子学生」で優勝すると、在学中の2023年に2度目の挑戦でプロテストに合格。
2024年はステップ・アップ・ツアーをメインに、JLPGAツアーに挑戦。同年8月には競技に専念するために大学を中退すると、「日本女子オープン」の最終予選（Aブロック）を首位で通過し、本戦切符を手にした。
2025年はQTランキング23位でレギュラーツアーに参戦。6月の「ヨネックスレディス」で最終日に4打差の6位から出たが、9バーディ1ボギーの「64」をマークして、逆転でツアー初優勝を飾る。同期の稲垣那奈子に続き、プロ2年目の96期生による2週連続の初優勝となった。

## トーナメント優勝

### ツアー優勝

#### JLPGAツアー（1）
| No. | Date                | Tournament         | スコア              | 2位との差 | 2位（タイ）  |
| --- | ------------------- | ------------------ | ------------------- | --------- | ------------ |
| 1   | 2025年6月6日-6月8日 | ヨネックスレディス | −15（69-68-64=201） | 4打差     | イ・ミニョン |